# Canton de Bastia-6
Le canton de Bastia-6 est une ancienne division administrative française, située dans le département de la Haute-Corse et la collectivité territoriale de Corse.

## Géographie
Ce canton se composait du quartier de Montesoro, au sud de la ville de Bastia, et de la commune de Furiani, dans l'arrondissement de Bastia. Son altitude variait de 0 à 963 m, avec une moyenne de 88 m.

## Histoire

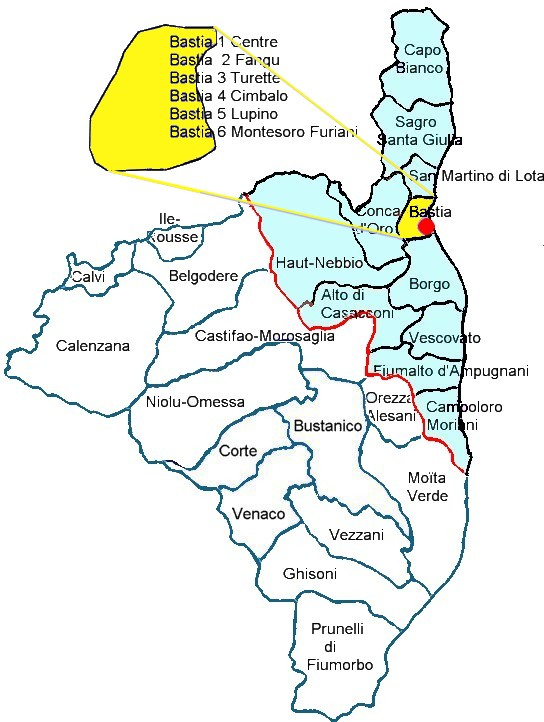
Localisation du canton de Bastia-Montesoro-Furiani de 1982 à 2015.

Le canton est créé par décret du 20 janvier 1982 par scission du canton de Bastia-5.
Le canton est supprimé par le décret du 26 février 2014 qui entre en vigueur lors des élections départementales de mars 2015. Il est englobé dans le canton de Bastia-4.

## Administration
| Période | Période          | Identité                    | Étiquette   | Qualité                                                                                   |
| ------- | ---------------- | --------------------------- | ----------- | ----------------------------------------------------------------------------------------- |
| 1982    | 1988             | François de Casalta         | PS puis DVG | Avocat                                                                                    |
| 1988    | 1994             | Eugène Bertucci (1928-2009) | UDF         | Colonel Maire de Furiani (1983-1995) Conseiller territorial (1992-1998)                   |
| 1994    | 2005 (démission) | François Vendasi            | PRG         | Président-directeur général de sociétés Sénateur (2005-2014) Maire de Furiani (1995-2014) |
| 2005    | 2008             | Juliette Dominici           | PRG         | Enseignante                                                                               |
| 2008    | 2008 (démission) | François Vendasi            | PRG         | Président-directeur général de sociétés Sénateur (2005-2014) Maire de Furiani (1995-2014) |
| 2008    | 2015             | Joseph Martelli             | PRG         | Chirurgien-dentiste Ancien adjoint au maire de Bastia                                     |

## Composition
Lors de sa création, le canton de Bastia-VI (Furiani-Montésoro) comprenait :
- la commune de Furiani,
- la portion de territoire de la commune de Bastia déterminée par le chemin départemental 264 (à partir de la mer), par les limites Est de la parcelle 107 a, par les limites Sud des parcelles 108 et 323, par les limites Ouest de la parcelle 172, par le ruisseau de Lupino (jusqu'au chemin départemental 81), par l'axe du chemin départemental 81 et par les limites Ouest et Sud de la commune de Bastia.

| Communes | Population (2012) | Code postal | Code Insee |
| -------- | ----------------- | ----------- | ---------- |
| Bastia   | 37 884 (1)        | 20200       | 2B033      |
| Furiani  | 3 902             | 20600       | 2B120      |

(1) fraction de commune.

## Démographie
| 1982 | 1990   | 1999   | 2006   | 2011   | 2012   |
| ---- | ------ | ------ | ------ | ------ | ------ |
| -    | 11 596 | 11 651 | 12 744 | 13 940 | 14 541 |